# Фрегаты типа «Ван Спейк»
«Ван Спейк» (нидерл. Van Speijkklasse); в Индонезии —  «Ахмад Яни» (индон. Fregat kelas Ahmad Yani) — тип фрегатов УРО ВМС Нидерландов. Были созданы на основе британских фрегатов типа «Леандер» и предназначались для замены американских эсминцев типа «Кэннон» времён ещё Второй мировой войны, приобретённых Нидерландами в 1950—1951 годах. В 1963—1968 годах было построено шесть фрегатов типа «Ван Спейк», а в середине 1970-х годов они прошли капитальную модернизацию с установкой более совершенных комплексов вооружения и радиоэлектронных систем. После вступления в строй более современных фрегатов типа «Кортенар», фрегаты типа «Ван Спейк» были сняты с вооружения и в 1986—1989 годах проданы Индонезии, где тип был переименован в «Ахмад Яни». По состоянию на 2014 год, все шесть кораблей этого типа всё ещё остаются на вооружении ВМС Индонезии.

## Представители
| Название                                                       | Номер | Верфь                           | Закладка       | Спуск на воду   | Вступление в строй | Судьба                                            |
| -------------------------------------------------------------- | ----- | ------------------------------- | -------------- | --------------- | ------------------ | ------------------------------------------------- |
| Ван Спейк Van Speijk В ВМС Индонезии: . Slamet Riadi           | F 802 | Амстердамская верфь             | 1 октября 1963 | 5 марта 1965    | 14 февраля 1967    | продан Индонезии в 1986 году, в строю на 2014 год |
| Ван Гален Van Galen В ВМС Индонезии: . Yos Sudarso             | F 803 | Koninklijke Schelde, Флиссинген | 25 июля 1963   | 19 июня 1965    | 1 марта 1967       | продан Индонезии в 1987 году, в строю на 2014 год |
| Тьерк Хиддес Tjerk Hiddes В ВМС Индонезии: . Ahmad Yani        | F 804 | Амстердамская верфь             | 1 июня 1964    | 17 декабря 1965 | 16 августа 1967    | продан Индонезии в 1986 году, в строю на 2014 год |
| Ван Нес Van Nes В ВМС Индонезии: . Oswald Siahaan              | F 805 | Koninklijke Schelde, Флиссинген | 25 июля 1963   | 26 марта 1966   | 9 августа 1967     | продан Индонезии в 1988 году, в строю на 2014 год |
| Исаак Сверс Isaac Sweers В ВМС Индонезии: . Karel Satsuitubun  | F 814 | Амстердамская верфь             | 5 мая 1965     | 10 марта 1967   | 15 мая 1968        | продан Индонезии в 1989 году, в строю на 2014 год |
| Эвертсен Evertsen В ВМС Индонезии: . Abdul Halim Perdanakusuma | F 815 | Koninklijke Schelde, Флиссинген | 6 июля 1965    | 18 июня 1966    | 21 декабря 1967    | продан Индонезии в 1989 году, в строю на 2014 год |